# Ivan Močinić
Ivan Močinić est un footballeur international croate né le 30 avril 1993 à Rijeka. Il évolue au poste milieu de terrain. 

## Biographie
Ivan Močinić participe au championnat d'Europe des moins de 19 ans 2011 avec l'équipe de Croatie. Il joue trois matchs lors de cette compétition.

## Palmarès
- Vainqueur de la Coupe de Croatie en 2014 avec le HNK Rijeka.
- Championnat de Croatie en 2017 avec le HNK Rijeka.